# Баттефелд, Филлип
Филлип Баттефелд (нидерл. Phillip Battefeld, Ph.L. Battefeld; 1881—1942) — нидерландский шашист. Национальный мастер Голландии Участник чемпионатов мира по международным шашкам в Париже в  1909 году и в Роттердаме в 1912 году. Бронзовый призёр первого чемпионата Нидерландов по шашкам (1908). Один из первых шашечных теоретиков в Нидерландах, автор учебников по игре (совместно с Якобом де Гаазом)

## Биография
Жил и работал в Амстердаме.
В субботу 24 ноября и в воскресенье 25 ноября 1906 года в городе Энкхёйзене Баттефелд провел сеанс одновременной  игры в отеле Scholten, заменив заболевшего Якоба де Гааза.  Из 14 партий  он выиграл 10, проиграл 1 и сделал 3 ничьи. Продолжительность сеанса 2 часа 10 минут.